# Naan oru thadava sonna, nooru thadava sonna maadiri
Naan oru thadava sonna, nooru thadava sonna maadiri (tamil. நான் ஒரு தடவ சொன்னா, நூறு தடவ சொன்ன மாதிரி, trb. Nan oru tadawa sonna, nuru tadawa sonna madiri; ang. If I say it once, it means that I have said it 100 times; telugu Nenu Okkasari Chebithe Vanda Sarlu Cheppinattu)  - wypowiedź Rajinikantha z tamilskiego filmu Basha (1995), gdzie aktor odtwarzał tytułową rolę.
Pada z ust głównego bohatera, króla świata przestępczego. Skierowana zostaje do jednego z jego przeciwników. Jest uznawana za jeden z najpopularniejszych cytatów filmowych gwiazdora, do dziś entuzjastycznie przyjmowana przez widzów. Rozpoznawana i popularna także wśród osób nieznających języka tamilskiego. Wskazuje się, iż trwale zapisała się w historii tamilskiego kina. Została użyta w innym filmie z udziałem Rajinikantha, Kuselan (2008), wykorzystywał ją również Shahrukh Khan. Wykorzystywana także przez artystów spoza przemysłu filmowego, stała się też częścią kawałów. Pojawiają się sugestie, iż mogła być inspirowana zdaniem z Emmy Jane Austen (If I've told you once, I've told you a 100 times.).